# Bruce Mandeville
Bruce Mandeville (* 3. Mai 1960 in New Westminster, British Columbia) ist ein kanadischer Vielseitigkeitsreiter.
Mandeville studierte an der University of British Columbia. Er lebt in Puslinch.

## Pferde
- Larissa (* 1989), Fuchsstute
- Rose Tremière (* 1992), Fuchsstute
- Icy Grey (* 1992), Schimmelwallach

## Erfolge
- Olympische Spiele
  - 2004, Athen: 12. Platz mit der Mannschaft und ausgeschieden im Einzel